# Samsung Gear VR
Samsung Gear VR est un casque de réalité virtuelle, nécessitant un smartphone, commercialisé par Samsung et développé en collaboration avec Oculus VR. La version commerciale est sortie le 27 novembre 2015.
Le Gear VR a été annoncé en septembre 2014. Samsung a créé 2 versions de son casque, pour permettre aux amateurs et aux futurs développeurs d'étudier, et de rechercher des façons d'exploiter cette nouvelle technologie, avec ce matériel.
C'est l'un des premiers casques de réalité virtuelle disponible, à destination du grand public. Il existe 2 déclinaisons de ce casque, une 1re pour le Galaxy Note 4, une 2e pour le Galaxy S6 et le Galaxy S6 Edge. Les applications compatibles avec le Gear VR se trouvent sur l'Oculus Store, qui est l'interface pour le Gear VR.

## Conception
Bien que la version finale soit sortie courant 2015, Samsung a déposé un brevet sur un visiocasque en janvier 2005. Ce brevet représentait alors l'une des premières idées d'utiliser un téléphone portable comme écran pour un visiocasque[réf. nécessaire].
Toutefois, au moment où le brevet a été déposé, le développement de la technologie n'était pas vraiment possible du fait de la faible profondeur du brevet[réf. nécessaire]. Ne disposant pas des qualités et des performances décentes, ils ont continué à la recherche sur la réalité virtuelle et le visiocasque en interne[réf. nécessaire].
Avec la sortie du Galaxy S4 en 2013, une équipe a été officiellement dédiée à l'élaboration d'un dispositif de réalité virtuelle, fonctionnant sur un smartphone. Cette équipe a développé différents prototypes pour lesquels les performances et l'affichage n'étaient pas au niveau de leur projet.
En 2014, ils se sont associés avec Oculus VR (les développeurs du casque réalité virtuelle Oculus Rift) pour aider au développement de leur propre casque. Le Samsung Gear VR a été montré lors de la conférence de presse Samsung à l'IFA de Berlin, le 3 septembre 2014 (avec un smartphone capable de le faire fonctionner, le Galaxy Note 4).

## La1reversion
La première version du Gear VR a été sortie en décembre 2014 en étant uniquement compatible avec le Galaxy Note 4. Cette version a été sortie, principalement, pour les développeurs, afin qu'ils puissent comprendre la façon dont le dispositif fonctionnait et pour pouvoir créer du contenu, pour la version finale du casque. Cela a permis aux développeurs et aux amateurs enthousiastes possédant leur propre Gear VR de faire un retour d'expérience (feedback) pour influencer les améliorations de la version finale.
La 1re version du Gear VR est conçue pour fonctionner exclusivement avec le Galaxy Note 4.
Le Gear VR permet un champ de vision de 96 degrés, ses dimensions sont de 198 L x 116 P x 90 H. S'appuyant sur les caractéristiques techniques du smartphone, la 1re version possède un écran AMOLED de 5,7 pouces de diagonale, d'une définition de  2 560 × 1 440 pixels.

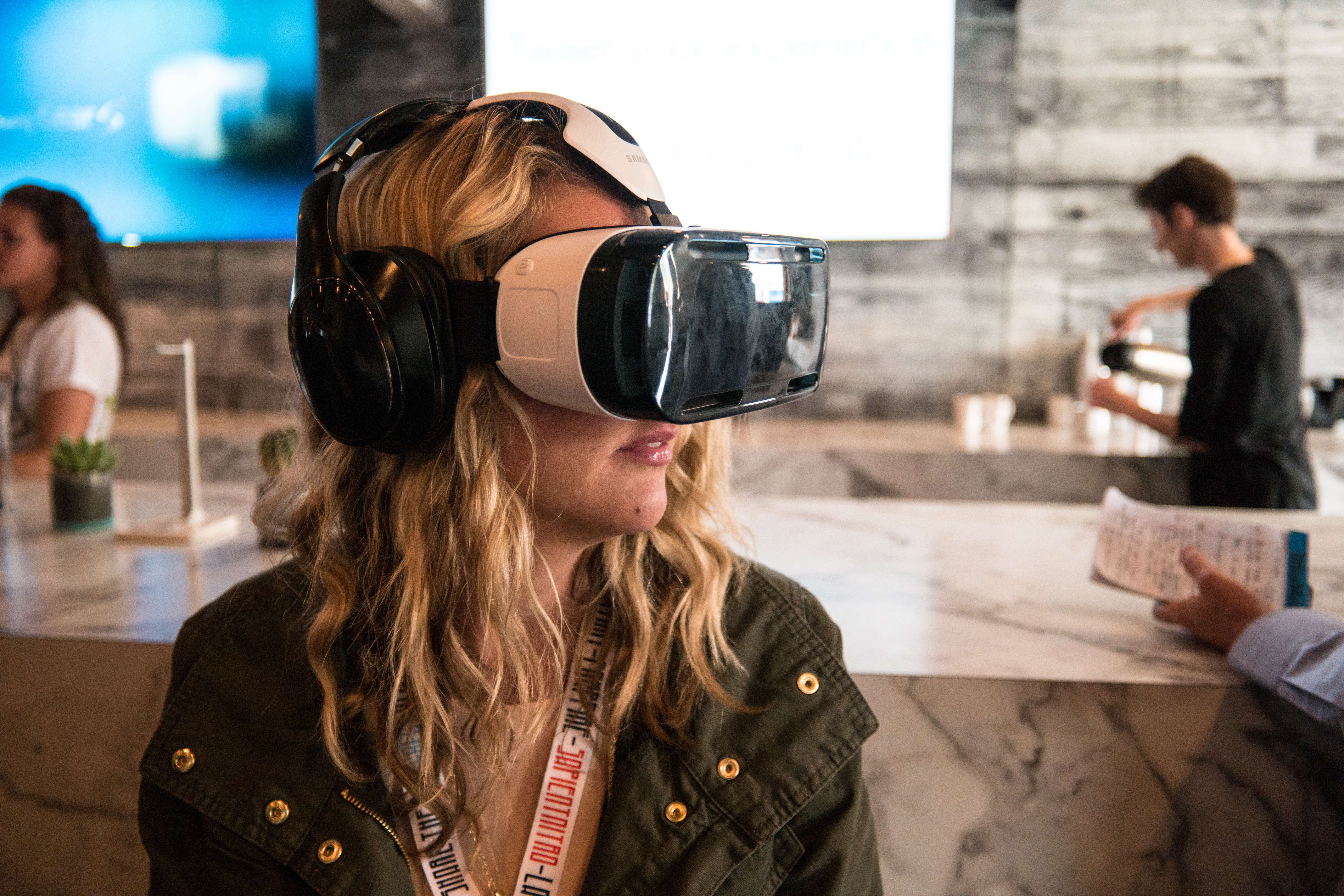
Utilisatrice du Gear VR, lors de la SXSW 2015

Cette 1re version est sortie en janvier 2015 aux États-Unis et le 30 mars 2015 en France.

## La2eversion
La deuxième version du Gear VR est sortie en mars 2015. Cette version est presque identique à la première à part quelques modifications mineures. La première amélioration est la compatibilité avec le Galaxy S6 et S6 Galaxy Edge et la seconde est qu'un petit ventilateur a été ajouté à l'intérieur pour empêcher la formation de buée sur lentille. Les écrans légèrement plus petits sont donc utilisés dans cette version (par rapport au Samsung Galaxy Note 4), ce qui rend une qualité visuelle légèrement améliorée mais avec un champ visuel légèrement réduit.
La 2e version du Gear VR est différente de la 1re, elle est conçue pour fonctionner exclusivement avec le Galaxy S6 et le Galaxy S6 Edge.
Cette version est plus petite et moins lourde, ses dimensions sont de 196,1 L x 98,5 P x 82.8 H, la sangle est différente, un port microUSB est présent pour recharger en utilisation le smartphone avec le Gear VR. Ses caractéristiques techniques dépendent aussi du smartphone, qui dispose d'un écran AMOLED de 5,1 pouces.
Cette 2e version est vendue 200 euros en France lors de sa sortie en mai 2015.
Le 29 novembre 2015, les schémas d'un brevet représentant une manette Bluetooth fuient sur internet. Composée de 4 boutons d'action principaux et de 2 autres sur les côtés, cette manette semble tout à fait correspondre au casque de Samsung.

## Version commerciale
L'annonce d'une version commerciale du Samsung Gear VR a été faite par John Carmack (les 2 premières versions étant des versions pour développeurs). Cette version ne sera pas « radicalement différente » des précédentes.
Cette version, simplement appelée Samsung Gear VR, est sortie le 20 novembre 2015. Cette version, comme annoncé, apporte des modifications mineures par rapport aux précédentes itérations. Cette version prend en charge six appareils Samsung Galaxy jusqu'à présent : Galaxy S6, S6 edge, S6 edge+, Note 5, S7, et S7 edge. Il se présente comme étant plus léger, plus ergonomique et avec une refonte du design du touchpad pour améliorer la navigation. La commercialisation de son casque a été facilitée par la vente d'un pack du récent Samsung Galaxy S7 avec un Gear VR. Sa propagation sur le marché en a été facilitée et un nombre important de consommateurs l'ont donc acheté.

## Logiciel
Pour sa partie logiciel, le Gear VR s'appuie sur l'Oculus Home, qui est le magasin dématérialisé d'Oculus VR.

## Contenu
Le Gear VR est compatible pour différentes application : 
- Mount Mara
- Galactica